# Еверест (оповідання)
«Еверест» (англ. Everest) — науково-фантастичне оповідання американського письменника Айзека Азімова, вперше опубліковане у грудні 1953 журналом Universe Science Fiction. Увійшло до збірки «Купуємо Юпітер та інші історії» (1975).

## Сюжет
Історія про альпініста Джеймса Абрама Роббонса, який є першою людиною, що досягла вершини гори Еверест, десантувавшись на неї з літака. Роббонс, підібраний через два тижні, повідомляє, що на вершині Евересту розташований марсіанський форпост, і що єті насправді є марсіанами.

## Цікаві факти
Оповідання було написане за 3 місяці до підкорення Евересту, але було опубліковане вже після цього. Азімов використовував це оповідання, як доказ свого поганого передбачення майбутнього.